# Liste der Regierungschefs von Lesotho

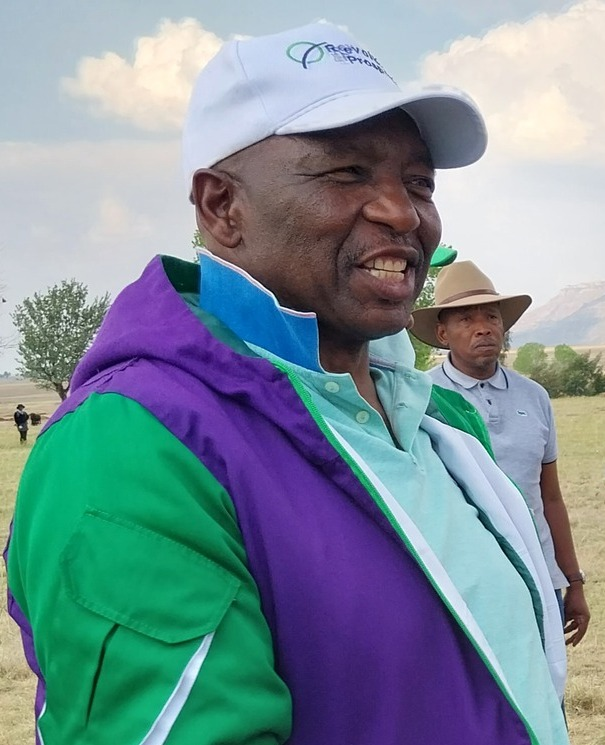
Sam Matakane, derzeitiger Ministerpräsident von Lesotho

Dies ist eine Liste der Regierungschefs (Prime Minister) von Lesotho seit der Unabhängigkeit 1966. Während der Jahre von 1986 bis 1993 wurde das Amt des Premierministers ausgesetzt und die Amtsgeschäfte durch den Vorsitzenden des Militärrates ausgeführt.
| Name                           | Amtsbeginn         | Amtsende           | Partei                                    |
| Premierminister                | Premierminister    | Premierminister    | Premierminister                           |
| ------------------------------ | ------------------ | ------------------ | ----------------------------------------- |
| Sekhonyana Nehemia Maseribane  | 6. Mai 1965        | 7. Juli 1965       | Basotho National Party (BNP)              |
| Leabua Jonathan                | 7. Juli 1965       | 20. Januar 1986    | BNP                                       |
| Vorsitzender des Militärrates  |                    |                    |                                           |
| Justin Metsing Lekhanya        | 24. Januar 1986    | 2. Mai 1991        | Militär                                   |
| Elias Phisoana Ramaema         | 2. Mai 1991        | 2. April 1993      | Militär                                   |
| Premierminister                |                    |                    |                                           |
| Ntsu Mokhehle                  | 2. April 1993      | 17. August 1994    | Basutoland Congress Party (BCP)           |
| Hae Phoofolo (komm.)           | 17. August 1994    | 14. September 1994 | parteilos                                 |
| Ntsu Mokhehle                  | 14. September 1994 | 29. Mai 1998       | BCP, Lesotho Congress for Democracy (LCD) |
| Bethuel Pakalitha Mosisili     | 29. Mai 1998       | 8. Juni 2012       | LCD, Democratic Congress (DC)             |
| Motsoahae Thomas „Tom“ Thabane | 8. Juni 2012       | 17. März 2015      | All Basotho Convention (ABC)              |
| Bethuel Pakalitha Mosisili     | 17. März 2015      | 16. Juni 2017      | DC                                        |
| Motsoahae Thomas „Tom“ Thabane | 16. Juni 2017      | 19. Mai 2020       | ABC                                       |
| Moeketsi Majoro                | 20. Mai 2020       | 27. Oktober 2022   | ABC                                       |
| Sam Matekane                   | 28. Oktober 2022   | im Amt             | Revolution for Prosperity (RP)            |